# خبرگزاری آناتولی
خبرگزاری آناتولی (به ترکی استانبولی: Anadolu Ajansı)، یک خبرگزاری رسمی و نیمه‌دولتی ترکیه است که دفتر آن در آنکارا قرار دارد. این خبرگزاری در ششم آوریل ۱۹۲۰ در آنکارا بنیانگذاری شد.
آناتولی باسابقه‌ترین خبرگزاری ترکیه است و در بیش از ۳۰ کشور جهان در چهار گوشهٔ جهان دارای دفتر است. بنیانگذاران خبرگزاری آناتولی چند خبرنگار بودند که در رأس آن‌ها  خالده ادیب آدیوار (م ۱۹۶۴) نویسندهٔ ترکیه‌ای قرار داشت که حتی نام خبرگزاری را او انتخاب کرده بود. از دیگر بنیانگذاران این خبرگزاری یونس نادی (م ۱۹۴۵) بود که چند سال بعد روزنامهٔ جمهوریت را تأسیس کرد. 
آژانس آناتولی عضو اتحادیه‌های بین‌المللی اروپایی  از جمله اتحادیه خبرگزاری های کشورهایی اروپایی (EANA) است. و همچنین عضو اتحادیه های کشورهای اسلامی است. این خبرگزاری همچنین بنیانگذار اتحادیهٔ خبرگزاری‌های کشورهای حوزهٔ دریای مدیترانه است و به‌دلیل حدود ۴۹ درصد سهام این خبرگزاری دولتی است (۹۵۲ سهم از دو هزار سهم) این خبرگزاری به خبرگزاری نیمه‌رسمی شهرت دارد.  

## دفترهای نمایندگی در دیگر کشورها
خبرگزاری آناتولی در حال حاضر به چندین زبان خبرهای خود را منتشر می کند که از جمله این زبان‌ها، ترکی، انگلیسی، عربی، فارسی، کردی، فرانسوی، آلبانیایی است. این خبرگزاری در بیش از ۳۰ کشور جهان از جمله ایران دارای دفتر نمایندگی است. در سال ۱۳۹۴ زبان فارسی به عنوان نهمین زبان به مجموعه زبان‌های خبری آناتولی افزوده شد. در دهم شهریور ۱۳۹۴، بخش فارسی و دفتر تهران خبرگزاری آناتولی طی مراسمی با حضور سفیر وقت ترکیه در تهران و مدیرعامل وقت خبرگزاری ایرنا به صورت همزمان در استانبول و تهران رسما افتتاح شد.
خبرگزاری آناتولی در حال حاضر در ایران هشت بخش عکاسی، اخبار تصویری، اخبار داخلی، اخبار سیاسی، اخبار اقتصادی، اخبار ورزشی، اخبار خارجی و تهیهٔ بولتن ویژه برای گذاشتن در اختیار شرکت‌های بزرگ فعالیت می‌کند.

## تاریخچه
خبرگزاری آناتولی در ششم آوریل ۱۹۲۰ همزمان با تاسیس جمهوری ترکیه و ۱۷ روز پیش از افتتاح مجلس ملی کبیر ترکیه بنیان گذاشته شد. خالده ادیب و یونس نادی روزنامه‌نگاران ترک پس از ملاقات با هم، تصمیم گرفتند بلافاصله پس از ورود به آنکارا، نخستین خبرگزاری ترکیه را تاسیس کنند. آنها پس از دریافت تاییدیه مصطفی کمال آتاترک در آنکارا، تصمیم خود را در ۶ آوریل ۱۹۲۰ نهائی کردند. این خبرگزاری کار خود را با انتشار قوانین مجلس ملی ترکیه آغاز کرد و سپس به گزارش جنگ استقلال که پس از بنیان‌گذاری جمهوری ترکیه اتفاق افتاد پرداخت. خبرگزاری آناتولی، در پی اشغال استانبول توسط بریتانیا در ۱۶ مارس ۱۹۲۰ و انحلال مجلس مبعوثان، در انتشار اقدامات مجلس ملی کبیر ترکیه و آتاترک در راستای تاسیس جمهوری ترکیه نقش مهمی داشت. نام «خبرگزاری آناتولی» از بین نام‌هایی چون ترک، آنکارا و آناتولی انتخاب شد.